# Margareta Steinby
Eva Margareta Steinby (t. 1961 Wilén), född 21 november 1938 i Viborg, är en finländsk arkeolog och historiker.
Steinby blev filosofie doktor 1976 och har sedan 1963 bedrivit studier och forskningsarbete i Rom. Hon verkade som assistent vid Finlands Rominstitut och tjänstgjorde som dess föreståndare 1979–1982 och på nytt från 1992 till 1994, då hon utnämndes till professor i romersk arkeologi vid universitetet i Oxford. Hon avgick med pension 2004 och har sedan dess fortsatt sina forskningar i Rom. Hon verkade därtill som docent vid Helsingfors universitet 1976–2003. År 2000 utnämndes hon till ledamot av Finska Vetenskapsakademien.
I sin vetenskapliga verksamhet har Steinby behandlat arkeologiska frågor kring Rom, dess topografi och arkitektur, speciellt Forum Romanum.